# Eugenia expansa
Eugenia expansa är en myrtenväxtart som beskrevs av Antoine Frédéric Spring och Carl Friedrich Philipp von Martius. Eugenia expansa ingår i släktet Eugenia och familjen myrtenväxter. Inga underarter finns listade i Catalogue of Life.